# Кривошеева, Ольга Юрьевна
О́льга Ю́рьевна Кривоше́ева (15 мая 1961, Новосибирск, РСФСР, СССР) — советская волейболистка, игрок сборной СССР (1984—1988). Олимпийская чемпионка 1988, чемпионка Европы 1985. Связующая. Заслуженный мастер спорта СССР (1988).

## Биография
Ольга Кривошеева родилась в Новосибирске. В 1969 году вместе с семьёй переехала в Степногорск Казахской ССР, где начала заниматься волейболом. Первый тренер — Е. П. Лавкин. Выступала за команду АДК (Алма-Ата) (до 1988 года). В её составе: чемпионка СССР 1984, серебряный (1986, 1988) и бронзовый (1985) призёр чемпионатов СССР, победительница розыгрыша Кубка европейских чемпионов 1985.
В сборной СССР в официальных соревнованиях выступала в 1984—1988 годах. В её составе:
- олимпийская чемпионка 1988;
- бронзовый призёр Кубка мира 1985;
- чемпионка Европы 1985;
  - серебряный призёр чемпионата Европы 1987;
- серебряный призёр соревнований «Дружба-84»;
- чемпионка Игр Доброй воли 1986;
- участница чемпионата мира 1986.

В 1990-е годы выступала за клубные команды Турции («Вакыфбанк» Анкара) и Германии (1994—1996 — «Шверинер», 1997 — «Вецлар»). Чемпионка (1995) и бронзовый призёр (1996) чемпионата Германии. В 1996—1997 один сезон провела в Казахстане, выступая за павлодарский «Иртыш» и выиграла с командой золотые медали первенства страны.
В настоящее время проживает в городе Вецлар (Германия), работает детским тренером.

## Источник
- Волейбол. Энциклопедия/Сост. В. Л. Свиридов, О. С. Чехов. — Томск: Компания «Янсон», 2001.